# جي آر ماغليف

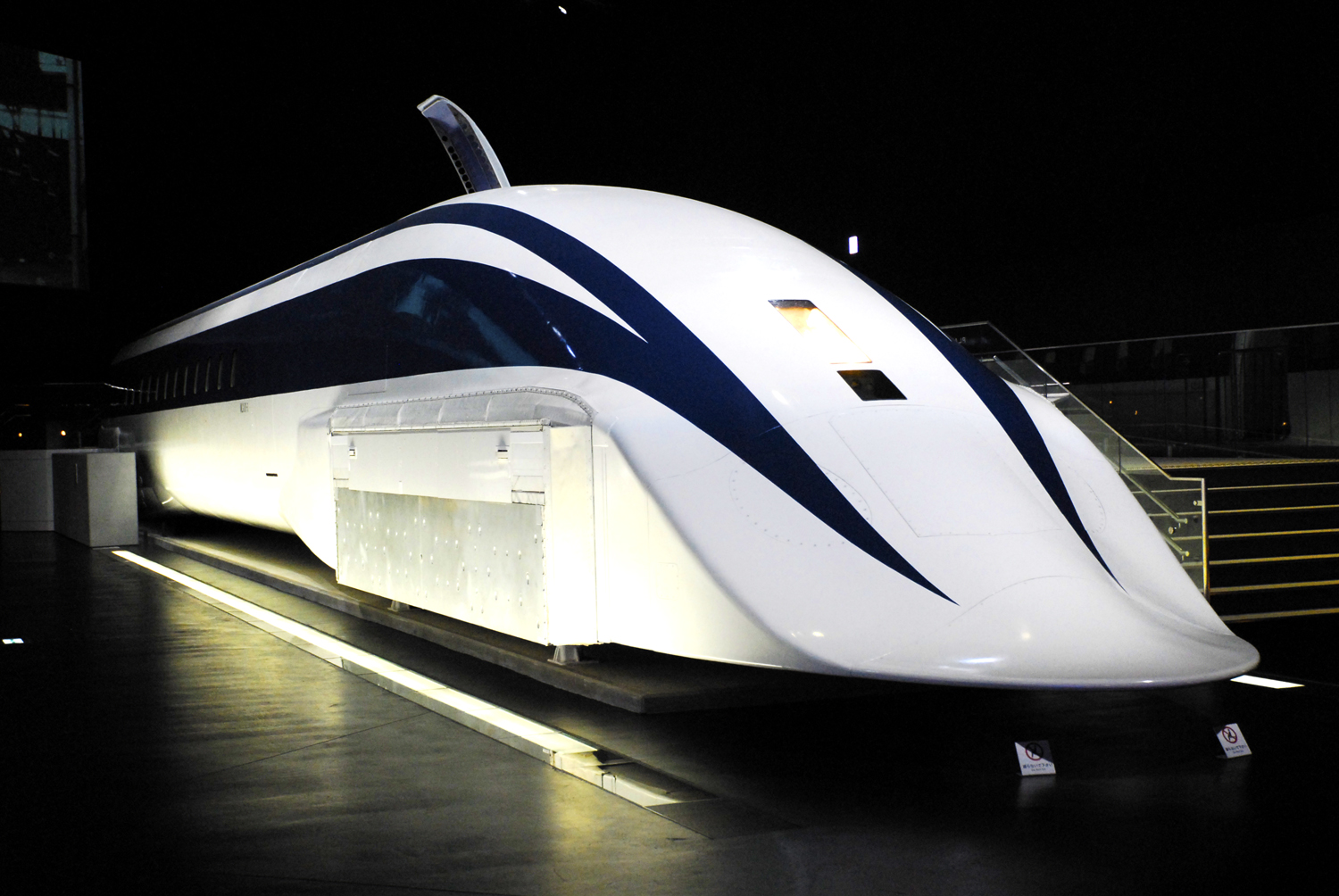
القطار الياباني المغناطيسي المعلق فائق الموصلية JR–Maglev MLX01-1 سنة 2013.

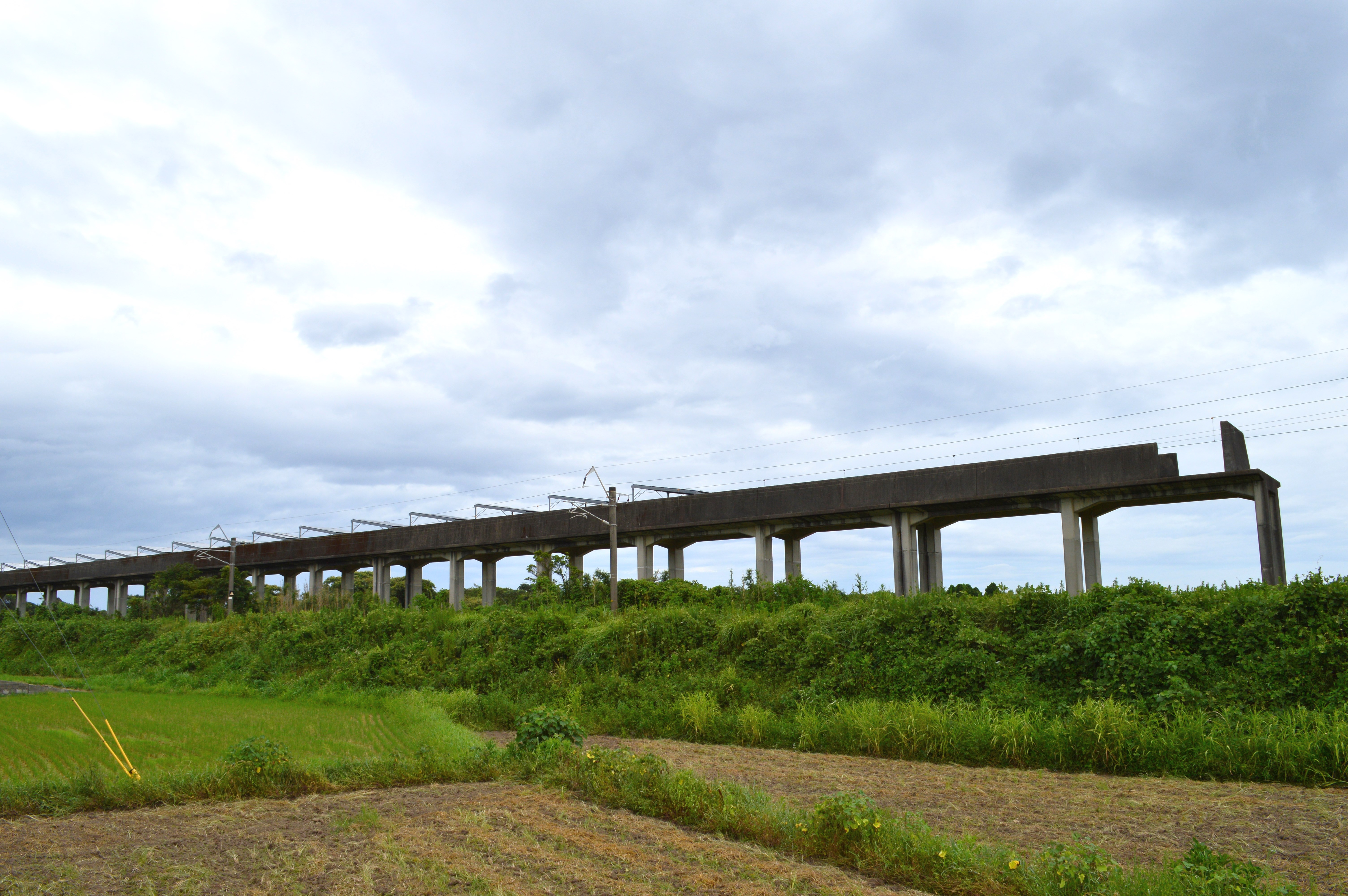
نهاية سكة القطار المعلق التجريبية.

جي آر ماغليف (JR-Maglev) أو إس سي ماغليف (SCMaglev، باليابانية 超電導リニア) هو قطار مغناطيسي معلق يعمل على نظام مطوَّر من قبل شركة السكك الحديدية اليابانية المركزية (JR Central) ومعهد الأبحاث التقنية للسكك الحديدية في اليابان (RTRI).
يعود أصل التسمية SCMaglev إلى Superconducting Magnetic Levitation Train والتي تعني قطار مغناطيسي معلق فائق الموصلية.
سجلت رحلة تجريبية بهذا القطار في نيسان/أبريل 2015 أكبر سرعة في العالم يحققها قطار، وذلك بسرعة قصوى مقدارها 603 كيلومتر في الساعة. كان مسار الرحلة على سكة تجريبية بالقرب من جبل فوجي.